# 新宿西口バス放火事件
新宿西口バス放火事件（しんじゅくにしぐちバスほうかじけん）は、1980年（昭和55年）8月19日（火曜日）夜に東京都新宿区の新宿駅西口バスターミナルで発生した建造物等以外放火・殺人事件。
京王帝都電鉄（現：京王電鉄、バス事業は分社化により京王電鉄バスが継承）が運行していた路線バス車両が停車中に放火され、乗客6人が死亡し14人が重軽傷を負った。加害者の男は刑事訴訟で心神耗弱が認められ無期懲役の判決が確定したが
、服役中の1997年（平成9年）に収監先の千葉刑務所で自殺した。

## 事件の概要
1980年8月19日（火曜日）21時過ぎ、新宿駅西口バスターミナル20番乗り場（京王百貨店新宿店前）で、発車待ちのため停車中だった京王帝都電鉄（当時）が運行する路線バスの車内に、加害者の男（当時38歳）が後部ドアから火のついた新聞紙とガソリン4Lが入ったバケツを車両後方へ投げ込んだ。火は瞬時にして燃え広がり、6人が死亡、14人が重軽傷を負う惨事となった。

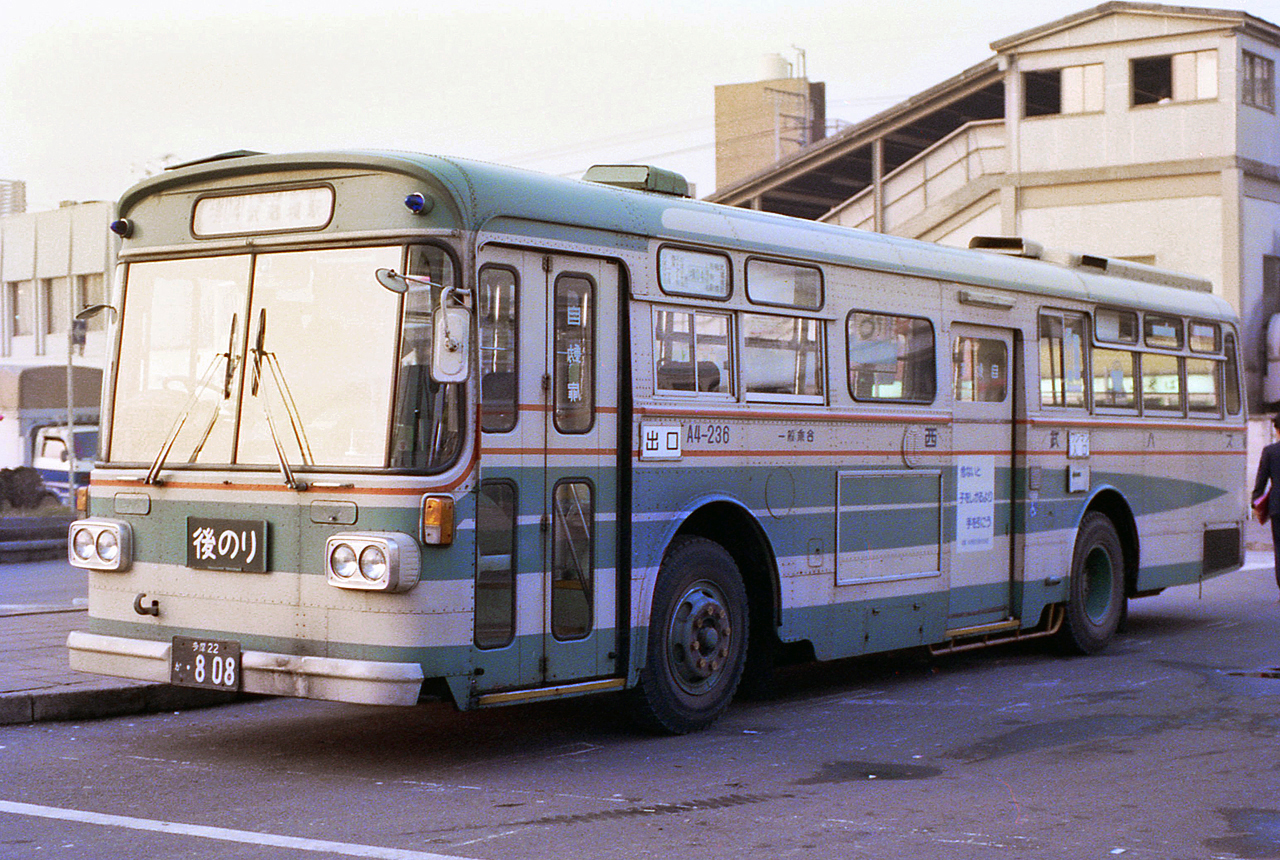
当該車両とほぼ同型のバス「日野・RE100」
写真は西武バスの車両

当該車両は宿41系統・六号通り経由中野車庫行きバス（日野・RE100、中野営業所所属・A2158号車、登録番号：練馬22か・771）。火災による車内温度は推定1,800℃近くに達し、高温で窓ガラスは割れて砕け散り、アルミ製の手すりは原型を留めないほど曲がっていた。
事件現場となった新宿駅西口バスターミナルの20番乗り場は現在も、京王バスの宿41系統・中野車庫行き、宿45系統・中野駅行きが使用している。

## 被害者
死者6人のうち最後部座席にいた3人は即死であった。2人は当日後楽園球場で行われた読売ジャイアンツ対ヤクルトスワローズの試合を観戦した帰りの父親（40歳）と息子（8歳）、もう1人は帰宅途中のOL（21歳）であった。3人の遺体は消火された車内の座席に座った状態のまま炭化していた。翌朝の新聞各紙一面トップにはその写真が大きく掲載された（当時のマスメディアでは、こうした凄惨な事件被害者の遺体を掲載しないという配慮はされていなかった）。
他の乗客はバスの外へ脱出したが、のち3人が死亡し死者は6人となった。14人が重軽傷を負い、重大な後遺症に苦しんだ被害者もあった。またこの事件で夫が死亡し妻が重傷を負った夫婦もあった。
この事件を聞いて、後楽園球場を管理する株式会社後楽園スタヂアムと読売巨人軍が、犠牲者となった父子の告別式に献花するとともに、祭壇には王貞治が球団関係者を通じてサインボールを贈ったことが報道された。
また死亡した被害者の中には、子供の運動靴を買うため勤務先から帰宅途中、たまたま新宿に立ち寄り事件に遭遇した母子家庭の母親がいた。帰宅経路から離れた場所で事故等に遭遇した場合は、通勤災害は認定されないのが通例であったが、この事件では当時の労働大臣・藤尾正行の発言もあって労災が認定された。
京王帝都電鉄は、事件について何ら落ち度はなく同社もまた被害者であったが、全社員への献血の呼びかけや医療費の一時立て替えなど、全社を挙げて事件被害者救済のための措置を行った。

この事件で全身の80%に及ぶ大火傷を負いながら、一命をとりとめ回復した杉原美津子は、1983年に手記『生きてみたい、もう一度』を出版した。この手記はベストセラーとなり、1985年に『生きてみたいもう一度 新宿バス放火事件』のタイトルで映画化された。
また、杉原の兄である石井義治は報道写真のカメラマンであった。彼はバスが放火された時に偶然そばを通りがかっており、本能的に燃え上がるバスを撮影し、その写真は翌日の読売新聞の一面にスクープとして大々的に掲載された。映画本編では義治が撮影した事件直後の写真が提供されている。だが実妹がその事件で重傷を負う中、妹に救護の手を差し伸べていなかったことを知った彼は、そのショックで報道カメラマンを引退し、その後にペンネームを「イシイヨシハル」と改名して風景写真の分野へと転向した。

### 死者一覧
| 年齢・性別 | 死亡日         |
| ---------- | -------------- |
| 8歳男児    | 1980年8月19日  |
| 21歳女性   | 1980年8月19日  |
| 26歳女性   | 1980年8月23日  |
| 29歳男性   | 1980年10月16日 |
| 36歳女性   | 1980年10月16日 |
| 40歳男性   | 1980年8月19日  |

## 加害者
加害者は警視庁に殺人・放火の現行犯で逮捕された。当初は取り調べに対し「何もしていない」と容疑を否認し、事件について最初に訊かれる「弁解録取」に対しては「髪の毛が焦げているのは飯を炊くために火を燃やしたからだ。事件のことは知らない」と述べていた。しかし事件2日後の1980年8月21日に「大変なことをした。申し訳ない」と一転して容疑を認め、弁護士と接見した際にはかなり動揺した様子で「早く殺してほしい。死刑にしてくれ」と頼み込んだ。
加害者は警察の調べに対し、事件当日の夜に新宿駅西口広場に通じる階段に座って酒を飲んでいたところ「『ここから出て行け』と言われ、カッとなって犯行に及んだ」と供述している。加害者はホームレスとなり新宿で野宿していたが、事件当日に何者か（通行人または付近のビル職員とする記事もある）から「邪魔だなあっちへ行け」などと注意されて逆上し、ガソリンを持ってバスに近づき「バカヤロウ、なめやがって!」と叫びながら、ガソリンと火を着けた新聞紙をバスへ投げ入れて放火した。
加害者の男は、1942年（昭和17年）に福岡県小倉市（現：北九州市小倉南区）で生まれた。2歳で母親を亡くし父と兄に育てられたが、小学校4年生以降は登校せず、農業の手伝いや工員をしていた。父親が病死した後、1972年に結婚したが、妻が長男を出産した翌年に離婚。妻が精神病に罹患したため、子供を児童施設に預けていた。
離婚後は全国各地を転々としながら建設現場の作業員として働いていたが、妻が精神病になったことや子供を施設に預けたことなどから自責の念にかられていた。当初は子供の養育費も毎月欠かさず送金していたが、そのうち住所不定となり送金も途絶えた。酒量が増えてアルコール依存となり、自身も精神疾患で入院していたこともあった。やがて男は、己の不甲斐なさに対する自責の念を世間への恨みへと転換していった。加害者の自供によれば、犯行の動機は「日頃の鬱憤を晴らすため」であったという。

### 裁判
刑事裁判を控えて東京地方検察庁の担当検察官・上林博は「加害者に精神障害があるとは思えないが、若干被害妄想的なことを述べている」として被疑者の男を鑑定留置し、逸見武光（東京大学教授、当時）へ精神鑑定を依頼したが、その精神鑑定結果も「被害妄想・強迫観念に似た抑うつ症状はあるが、精神障害があるとまでは言えず統合失調症ではない」と結論付けたものであった。
東京地検は男を建造物等以外放火罪・殺人罪で東京地方裁判所へ起訴した。放火に関しては刑法108条の現住建造物等放火罪では「放火により、現に人が住居に使用しまたは人がいる建造物、列車、電車、船舶、鉱坑を焼損する罪」と規定しているが、この条文に「バス」は明記されていなかった。路線バスは多数の人が乗車することが想定されているため、バスを列車や電車に準ずるものとして刑法108条の現住建造物等放火罪を適用すべきとする意見もあったが、判例がなく学説も分かれていたため、刑法110条の建造物等以外放火罪として起訴された。
1981年（昭和56年）1月に東京地裁（神垣英郎裁判長）で初公判が開かれた際、罪状認否で被告人の男は「覚えていない」と述べた。その後に証人出廷した逸見が「精神鑑定の期間が短かったため再度の精神鑑定を行いたい」と要望したため、東京地裁が逸見と福島章（上智大学教授、当時）へ委嘱し、職権で再度の精神鑑定を実施した。その結果、逸見は「複雑酩酊による心神耗弱状態」・福島は「単純酩酊・軽度知的障害と心因性妄想の3つの要因による心神耗弱状態」と結論を出した。
1983年（昭和58年）12月に東京地裁（神田忠治裁判長）で開かれた論告求刑公判で、東京地検の検察官は被告人の男に対し死刑を求刑した。2か月後の1984年（昭和59年）2月に開かれた最終弁論では、弁護団は「加害者は犯行当時、長男を預けた福祉施設から「まじめに働け」と迫られ追われているという妄想を抱いており、犯行当時は心神喪失状態だった」と無罪を主張した。
1984年（昭和59年）4月24日に第一審判決公判が開かれ、東京地裁（神田忠治裁判長）は「本件は本来ならば死刑を適用すべき事件だが、事件当時の被告人は心神耗弱状態にあった」と事実認定し、検察の死刑求刑から量刑を減軽し無期懲役の判決を言い渡した。
弁護人および東京地検の双方がこの無期懲役判決を不服として東京高等裁判所へ控訴した。1985年（昭和60年）2月14日午前に東京高裁刑事第4部（山本茂裁判長）にて開かれた控訴審初公判で、被告人の男は開廷直後に突然裁判官席・傍聴席をそれぞれ向いて土下座し小声で「ごめんなさい」と述べたほか、閉廷後も傍聴席に「ごめんなさい」と言いつつ頭を下げた。
1986年（昭和61年）8月26日に控訴審判決公判が開かれ、東京高裁刑事第4部（山本茂裁判長）は第一審・無期懲役判決を支持し、双方の控訴を棄却する判決を言い渡した。判決文の朗読が終わると、被告人は山本裁判長に対し「懲役ですか？」と問いかけたが、裁判長が「無期懲役」と答えると「自分は罪にならないのですね」と述べ、傍聴席を向き「ごめんなさい」と謝罪しつつ土下座した。
この判決により無期懲役刑が確定した。男は判決確定後の1986年（昭和61年）10月7日から千葉刑務所に収監された。

### 加害者の自殺
1997年（平成9年）10月7日午後、男は千葉刑務所内の工場で首吊り自殺した（55歳没）。遺書は残されておらず、事前に自殺を示唆するような言動は見られなかったという。
その事実が報道されたのは、自殺から半年後の1998年（平成10年）4月であった。受刑者の弁護人を務めた弁護士の安田好弘は「受刑者は『自分の子供と同い年の子供を殺してしまった。生きていてはいけない人間だ』と自責の念を持っており、思い詰めた末に計画的な死を選んだのだろう」と推測した。

## 備考
この事件はテレビ番組などマスメディアでたびたび取り上げられている。朝日放送 (ABC)『驚きももの木20世紀』1995年1月27日放送分で、この事件が取り上げられた。
作家の見沢知廉は、千葉刑務所内で服役中にこの事件の犯人と対面している。
本事件の直前には富士山大規模落石事故（8月14日）、静岡駅前地下街爆発事故（8月16日）と、「この年の三大災害」とされる出来事が立て続けに発生していたが、石津謙介はこの3つの出来事を指し、「一富士二鷹三茄子」とかけた造語「一富士、二地下、三バスビ」を生み出した。